# Dekanat Tarnów Południe
Dekanat Tarnów Południe – dekanat należący do diecezji tarnowskiej. 

## O dekanacie
Dekanat Tarnów miał powstać jak podają źródła końcem XII wieku lub według innej hipotezy dopiero w latach 1470–1513; choć w aktach wizytacji parafii z tego terenu od 1325 r. wymieniane są parafie w dekanacie tarnowskim (decanatus de Tarnow). W 1325/27 do dekanatu tarnowskiego miały należeć parafie: Tarnów, Wojnicz, Wierzchosławice, Jurków, Tuchów, Opatkowice (dziś Zakliczyn), Tymowa, Gosprzydowa, Gnojnik, Biesiadki, Uszew, Jasień, Dębno, Radłów, Góra Zbylitowska, Czchów, Gwoździec, Szczepanów, Poręba, Pleśna i Iwkowa. Przez wieki zmieniały się granice (parafie) dekanatu. 
16 maja 1784 r. został zniesiony m.in. dekanat tarnowski przez bpa nominata Jana Duwalla, a parafie wchodzące w jego skład zostały włączone do dekanatu pilzneńskiego i radomyskiego. W latach 1841-44 bp Józef Wojtarowicz utworzył 7 nowych dekanatów wśród nich ponownie dekanat tarnowski. Około roku 1919 dekanat został podzielony na dwa tj.: miejski i (wydzielono z niego) dekanat zamiejski. Ze względu na dużą liczbę wiernych 8 grudnia 1968 r. bp Jerzy Ablewicz zniósł dekanaty Tarnów Miasto i Tarnów Zamiejski, dekretem ustanowił dekanaty Tarnów Wschód i Tarnów Zachód. Ten sam biskup na mocy dekretu z 29 października 1985 r. ustanowił trzy nowe tarnowskie dekanaty: Tarnów Centrum, Tarnów Wschód i Tarnów Zachód. Współcześnie dekanat tarnowski tworzy 4 dekanaty: Tarnów Południe (centralny), Tarnów Północ, Tarnów Wschód i Tarnów Zachód.
Obecnie dziekanem dekanatu Tarnów Południe jest ks. dr Adam Nita – proboszcz bazyliki katedralnej (i dziekan kapituły katedralnej) w Tarnowie, a wicedziekanem ks. dr Tadeusz Michalik – proboszcz parafii w Tarnowcu.

## Parafie dekanatu
W skład dekanatu wchodzą parafie:
- Parafia Matki Boskiej Częstochowskiej w Łękawce
- Parafia Świętych Apostołów Piotra i Pawła w Porębie Radlnej
- Parafia św. Maksymiliana Marii Kolbego w Świebodzinie
- Parafia św. Józefa Rzemieślnika w Tarnowcu
- Parafia Matki Bożej Szkaplerznej w Tarnowie
- Parafia Miłosierdzia Bożego w Tarnowie
- Parafia Narodzenia Najświętszej Maryi Panny w Tarnowie (katedralna)
- Parafia Niepokalanego Serca Najświętszej Maryi Panny w Tarnowie
- Parafia Trójcy Przenajświętszej w Tarnowie
- Parafia Świętego Krzyża i św. Filipa Neri w Tarnowie
- Parafia św. Maksymiliana Marii Kolbego w Tarnowie
- Parafia Świętej Rodziny w Tarnowie
- Parafia św. Marcina w Zawadzie